# إيزابيلا من فالوا
إيزابيلا الفرنسية (9 نوفمبر 1389 - 13 سبتمبر 1409)؛ أصبحت ملكة إنجلترا بصفتها الزوجة الثانية لريتشارد الثاني بحيث تزوجت من الملك عندما كانت في السادسة من عمرها لكن الزواج لم يكتمل أبدًا لأنها أصبحت أرملة بعد أربع سنوات، بحيث يتم النكاح إلا بعد أن تبلغ اثنا عشر عامًا، وتزوجت لاحقًا من ابن عمها شارل دوق أورليان، وتوفيت أثناء الولادة في سن التاسعة عشرة عاماً.

## السيرة الذاتية

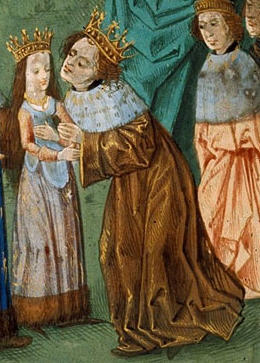
ريتشارد وإيزابيلا يوم زفافهما عام 1396. كان في التاسعة والعشرين من عمره، في حين هي كانت في السادسة من عمرها.

كانت إيزابيلا ابنة شارل السادس ملك فرنسا وإيزابو البافارية، في 31 أكتوبر 1396 بسن السادسة ، تزوجت إيزابيلا من الأرمل ريتشارد الثاني في خطوة من أجل السلام مع فرنسا، تمت مناقشة حقيقة أنها مازالت صغيرة أثناء المفاوضات ، ولكن ريتشارد أصر على الزواج بها، واعتبارها ميزة لأنه سيكون قادرًا على تشكيلها وفقًا لآرائه.
أخبرت إيزابيلا المبعوثين الإنجليز بأنها سعيدة بكونها ملكة إنجلترا، لأنه قيل لها أن هذا سيجعلها سيدة عظيمة؛ وتم وصفها بأنها جميلة، ويقال إنها تم تدريبها حتى تتمكن من أداء دورها كملكة، سافر الملك ريتشارد إلى باريس لإحضارها، حيث تم الاحتفال بالزفاف باحتفالات كبيرة بالديوان الملكي الفرنسي، قبل أن يتابعوا الرحلة إلى جيب كاليه الإنجليزي، حيث أقيم حفل الزفاف الرسمي في 31 أكتوبر.
تصور مخطوطة من أواخر القرن الخامس عشر في كتاب المؤرخات لجان فروسارت أن هذا الزواج كان وسيلة لإنهاء الحرب بين فرنسا وإنجلترا في أواخر القرن الرابع عشر، تمت مناقشة حقيقة ما سيحدث للمهر إذا مات ريتشارد قبل أن تبلغ إيزابيلا سن 12 عامًا، وهو السن البلوغ للفتيات آنذاك.
بعد الزفاف تبعت الملكة إيزابيلا ريتشارد إلى إنجلترا، بحيث استقرت في قلعة وندسور مع بلاطها الخاص تحت إشراف المربية المعينة والوصيفة ليدي كوسي (التي حلت محلها لاحقًا الليدي مورتيمر). توجت رسميًا كـ ملكة إنجلترا في دير وستمنستر عام 1397.
على الرغم من أن اتحادهم كان زواجًا سياسيًا مرتبًا، فقد طور ريتشارد الثاني وإيزابيلا علاقة إلى احترام متبادل، وكان ريتشارد يزورها بانتظام في وندسور، بحيث عاملها باحترام واستقبلها هي ووصيفاتها بمحادثة فكاهية آحياناً، وبحسب ما ورد كانت إيزابيلا متلهفة بزياراتها وتتطلع إليها.
بحلول مايو 1399 انتقلت إلى قلعة بورتشيستر لحمايتها أثناء حملة ريتشارد عسكرية في إيرلندا، وخلال التمرد التالي ضد ريتشارد، تكلف دوق يورك بنقل إيزابيلا أولاً نحو قلعة والينجفورد ثم إلى قلعة ليدز، وعندما تم سجن ريتشارد الثاني لدى عودته إلى إنجلترا ووفاته في الحجز، أمر الملك الجديد هنري الرابع الملكة إيزابيلا بالانتقال من قلعة وندسور والاستقرار في قصر سنينغ بجانب نهر التايمز بحيث اعتبر ذلك الإقامة الجبرية الرسمية.
في عام 1400 أثناء قُتل ريتشارد، وطالب البلاط الفرنسي عودتها إلى البلاد، ومع ذلك رفض الملك هنري الرابع في البداية، وقرر أن تتزوج من ابنه وخليفته في المستقبل هنري الخامس، ولكنها رفضت؛ مع العلم أن زوجها قد مات، إلا أنها اتخذ الحداد متجاهلة مطالب هنري الرابع، وفي أغسطس 1401 سُمح لها بالعودة إلى فرنسا واحتفاظ بمهرها.
في عام 1406 كرر هنري الرابع اقتراحه بأن تتزوج إيزابيلا من ابنه، لكن البلاط الفرنسي رفضت ذلك، وبذلك تزوج هنري الخامس من شقيقتها الصغرى كاثرين وهما والدا في المستقبل هنري السادس الذي أصبح ملك إنجلترا وإضافة إلى ذلك أصبح ملك فرنسا لفترة وجيزة.
في 29 يونيو 1406 تزوجت الملكة الأرملة إيزابيلا والبالغة من العمر 16 عامًا من ابن عمها شارل دوق أورليان ذو 11 عامًا. وتوفيت أثناء الولادة عن عمر يناهز 19عامًا، تم دفن جثتها في بلوا بدير القديس لاومر، حيث تم اكتشافها لاحقًا في عام 1624، ملفوفة بشكل مثير للفضول في شرائط من الكتان مطلية بالزئبق المعدني، وتم نقلها بعد ذلك إلى كنيسة سلستين بباريس.
كانت لإيزابيلا ابنة وحيدة من زوجها الثاني شارل، سميت بـ جوان تزوجت لاحقاً من جان الثاني دوق ألونسون لم يكن لهم أبناء وتوفيت جوان في 1425، في حين زوجها شارل اتخذ من بعدها زوجتين بون دارمانياك وماري من كليفز لم يحصل على الوريث إلا من الأخيرة بعد أكثر من 25 عاماً من وفاة ابنتهما، والذي أصبح لاحقاً ملك فرنسا.